# Imanol Lasuen
Imanol Lasuen (* 14. August 1996 in Donostia-San Sebastián) ist ein spanischer Eishockeyspieler, der seit Beginn seiner Karriere beim CH Txuri Urdin spielt und zurzeit in der spanischen Superliga auf dem Eis steht.

## Karriere
Imanol Lasuen begann seine Karriere als Eishockeyspieler in seiner baskischen Geburtsstadt Donostia-San Sebastián, wo er seither beim CH Txuri Urdin in der Superliga auf dem Eis steht. Zunächst in den Nachwuchsmannschaften eingesetzt, kam er bereits als 15-Jähriger zu seinem ersten Einsatz in der Superliga. 2017, 2018 und 2019 gewann er mit seinem Klub die spanische Meisterschaft. In der Spielzeit 2016/17 spielte er nach dem Ende der spanischen Saison für die Dallas Snipers in der Western States Hockey League.

### International
Für Spanien nahm Lasuen im Juniorenbereich an der U18-Weltmeisterschaft 2014 und der U20-Weltmeisterschaft 2016 jeweils in der Division II teil.
Sein Debüt in der Herren-Nationalmannschaft gab Lasuen bei der Weltmeisterschaft 2019 in der Division II. Dort spielte er auch bei der Weltmeisterschaft 2022. Zudem vertrat er seine Farben bei der Olympiaqualifikation für die Winterspiele in Peking 2022.

## Erfolge und Auszeichnungen
- 2017 Spanischer Meister mit dem CH Txuri Urdin
- 2018 Spanischer Meister mit dem CH Txuri Urdin
- 2019 Spanischer Meister mit dem CH Txuri Urdin